# Raimonds Čudars
Raimonds Čudars (ur. 4 lipca 1974 w Murjāņi) – łotewski polityk, prawnik i samorządowiec, poseł na Sejm, w latach 2022–2023 minister klimatu i energii, od 2025 minister inteligentnej administracji i rozwoju regionalnego.

## Życiorys
W 1996 ukończył studia prawnicze na Uniwersytecie Łotwy w Rydze. Uzyskał uprawnienia zawodowe, praktykował w zawodzie adwokata. W 2001 i 2005 wybierany na radnego w Salaspils (odpowiednio z ramienia Łotewskiego Związku Rolników i Nowej Ery). W 2009 został burmistrzem nowo powstałej gminy Salaspils, którą zarządzał do 2022. Od 2020 był zastępcą członka Komitetu Regionów.
W 2016 wszedł w skład zarządu partii Jedność. W wyborach w 2022 z ramienia koalicyjnej Nowej Jedności uzyskał mandat posła na Sejm XIV kadencji.
W grudniu 2022 w nowo powołanym drugim rządzie Artursa Krišjānisa Kariņša objął stanowisko ministra klimatu i energii. Urząd ten sprawował do września 2023. W czerwcu 2025 został ministrem inteligentnej administracji i rozwoju regionalnego w gabinecie Eviki Siliņi.